# Serres-sur-Arget
 Serres-sur-Arget  là một xã ở tỉnh Ariège, thuộc vùng Occitanie ở phía tây nam nước Pháp.